# Chrysomikia grahami
Chrysomikia grahami là một loài ruồi trong họ Tachinidae.